# Lygropia poltisalis
Lygropia poltisalis là một loài bướm đêm trong họ Crambidae.